# Кадиу, Кледи
Кледи Кадиу (алб. Kledi Kadiu, род. 7 апреля 1974 г. в г. Тирана, Албания) — итальянский танцовщик, хореограф, учитель танцев и телеведущий албанского происхождения. Он является постоянным танцором популярного шоу талантов Amici di Maria De Filippi (Друзья Марии Де Филиппи), которое представляет Мария Де Филиппи на канале Mediaset 5. Он снялся в своем первом фильме Passa a Due в 2005 году. Он является основателем танцевальной школы Kledi в Риме. В 2008 году Кадиу получил гражданство Италии.

## Карьера
Кледи Кадиу родился в Тирана, Албания, в семье инженера Фисника Кадиу и фармацевта Линдиты Кадиу. Он вырос в квартире в центре Тираны вместе со своими родителями, сестрой Адой, бабушкой и дедушкой Хавитом и Кимете. Кадиу учился в Национальной академии танца, которую окончил в 1992 году. Вскоре он начал работать артистом балета в Национальном театре оперы и балета, где стал главным танцором, выступая в таких балетах, как «Жизель», «Сюита Щелкунчика», «Дон Кихот» и «Дафнис и Хлоя».
В 1993 году, в возрасте девятнадцати лет, он переехал в Италию. Три года спустя он дебютировал на телевидении в качестве танцора в программе Quizzone на канале 5. С 1997 по 2003 год Кадиу был постоянным танцовщиком в варьете Буона Доменика. За этим последовала работа в двух популярных программах, которые вела Мария Де Филиппи на канале 5, C’e Posta Per Te и знаменитом шоу талантов Amici di Maria De Filippi. («Друзья Марии Де Филиппи»).
Кадиу позировал для календаря мужского журнала Max за 2003 год. В 2004 году Кадиу основал школу танцев Kledi Dance school в Риме. В следующем году он снялся в своем первом фильме Passo a Due, полубиографическом фильме режиссёра Андреа Барзини, где Кадиу играет Бени, молодого албанца, который приезжает в Италию в поисках славы и богатства в качестве танцора. Он снялся в другом кинематографическом фильме La cura del gorilla, а также в телевизионном мини-сериале, который транслировался Rai Uno в 2007 году. В том же году он выступил в балете Ромео и Джульетта, который был спродюсирован танцевальной труппой Balletto di Roma.
Кадиу завоевал две награды. В 2004 году он получил премию Premio Gino Tani как лучший артист года, а в 2006 году он получил премию Ginestra d’Oro как лучший танцор года.
В январе 2009 года Кадиу вернулся в Amici di Maria De Filippi, где он является одним из постоянных танцоров программы.
27 января 2009 года автобиография Кадиу Meglio di una Favola («Лучше, чем сказка»), опубликованная издательством Мондадори, поступила в продажу в Италии.
2 сентября 2022 года было объявлено, что Кадиу будет судьёй восьмого сезона албанской версии Танцев со звёздами на Top Channel.
В ноябре 2023 года он был объявлен одним из ведущих 62-го албанского песенного конкурса Festivali i Këngës.

## Личная жизнь
В 2005 году Кадиу начал встречаться с Дези Луччини, которая была избрана мисс Дебора Тоскана 2005, а также финалисткой конкурса красоты «Мисс Италия» 2005 года. Их отношения закончились в 2007 году.
В мае 2008 года Кадиу подвергся физическому нападению и словесным оскорблениям со стороны группы из трёх мужчин в ходе нападения на почве ксенофобии, которое произошло в его танцевальной школе в районе Аппио в Риме. Хотя Кадиу серьёзно не пострадал, мэр города Джованни Алеманно осудил нападение.
На официальной церемонии в Квиринальском дворце под председательством президента Италии Джорджо Наполитано Кадиу стал гражданином Италии в ноябре 2008 года. Однако он по-прежнему гордится своим албанским происхождением, является видным членом албанской общины в Италии и был выбран лицом «Дня итало-албанской дружбы», организованного Министерством иностранных дел Италии в Тиране, Албания.

## Фильмография

### Как актёр
| Год  | Название                   | Роль   |
| ---- | -------------------------- | ------ |
| 2005 | Passo a due                | Бени   |
| 2006 | The Bodyguard’s Cure       | Адриан |
| 2007 | Ma chi l’avrebbe mai detto | Яссин  |

### Как он сам
| Год       | Название                  | Примечание |
| --------- | ------------------------- | --- |
| 2001-2017 | Amici di Maria De Filippi | Шоу талантов: профессиональный танцовщик и член танцевальной команды (сезоны 1—2, 4—9); преподаватель современных танцев (сезоны 13—17) |
| 2005      | Striscia la notizia       | Варьете-шоу: приглашённый ведущий (17 сезон) вместе с Марией Де Филиппи и Гаррисоном Рошель                                             |
| 2016      | Pequeños gigantes         | Детское шоу талантов: тренер (сезон 1)                                                                                                  |
| 2017      | Just Dance World Cup      | Особо: судья (Just Dance шоу талантов)                                                                                                  |
| 2022-2023 | Dancing with the Stars    | Судья Dancing with the Stars (сезон 8, Албания)                                                                                         |
| 2023      | Festivali i Këngës 62     | Ведущий |